# Verbascum sedgwickianum
Verbascum sedgwickianum är en flenörtsväxtart som först beskrevs av Wilhelm Philipp Schimper, och fick sitt nu gällande namn av Huber-morath. Verbascum sedgwickianum ingår i släktet kungsljus, och familjen flenörtsväxter. Inga underarter finns listade i Catalogue of Life.